# Домогацкий, Григорий Владимирович
Григо́рий Влади́мирович Домога́цкий (15 января 1941 — 17 декабря 2024) — советский и российский физик, специалист в области физики нейтрино и нейтринной астрофизики, член-корреспондент Российской академии наук (с 2008). Председатель Научного совета РАН по нейтринной физике.

## Биография
В 1964 году окончил физический факультет Московского государственного университета. С 1970 с момента основания Института ядерных исследований АН СССР работал научным сотрудником. С 1980 — доктор физико-математических наук по специальности физика атомного ядра и элементарных частиц (диссертация «Нуклеосинтез под действием нейтрино, испускаемых при гравитационном коллапсе звезд»).
C 1980 года — заведующий Лабораторией нейтринной астрофизики высоких энергий ИЯИ РАН. Член Секции ядерной физики Отделения физических наук РАН.
Является одним из руководителей научной школы «Экспериментальное исследование проблемы происхождения космических лучей, поиск локальных источников гамма-квантов и нейтрино, поиск новых элементарных частиц, развитие методов контроля состояния окружающей среды и космического пространства».
Выполненные Г. В. Домогацким исследования процессов взаимодействия нейтрино малых энергий с веществом и процесса излучения нейтрино при гравитационном коллапсе звёзд сыграли значительную роль в формировании научной программы Баксанской нейтринной обсерватории.
С 1980 года Григорий Владимирович руководил Байкальским нейтринным проектом (8 институтов России и DESY-Zeuthen (Германия)), в рамках которого в 1998 году был создан один из крупнейших в мире детекторов нейтрино высоких энергий — глубоководный нейтринный телескоп НТ-200. Детектор стал одним из мировых лидеров в задаче исследования природного потока нейтрино сверхвысоких (свыше 10 ТэВ) энергий, поиске массивных частиц — кандидатов на роль тёмной материи и магнитных монополей.
Умер 17 декабря 2024 года в возрасте 83 лет.

## Семья
- Дед — Владимир Николаевич Домогацкий, скульптор[3].
- Отец — Владимир Владимирович Домогацкий (1909—1986), художник, график, иллюстратор произведений И. С. Тургенева.
- Мать — Ольга Артемьевна (1910—1980), скульптор.
- Брат — Фёдор Владимирович Домогацкий (1945—2013), художник, график, главный художник издательства «Армада»[4].

## Награды
- Орден «Знак Почёта» (1986).
- Почётная грамота Президента Российской Федерации (5 февраля 2024 года) — за заслуги в развитии отечественной науки, многолетнюю плодотворную деятельность и в связи с 300-летием со дня основания Российской академии наук[5].
- Премия имени П. А. Черенкова — за выдающиеся достижения в области экспериментальной физики высоких энергий при выполнении работ «Байкальский нейтринный эксперимент» (2004).
- Премия имени академика М. А. Маркова — за создание глубоководного нейтринного телескопа НТ-200+ на озере Байкал и выдающийся вклад в фундаментальные исследования в области нейтринной астрофизики высоких энергий (совместно с К. Шпирингом (Ch.Spiering, DESY, Zeuthen)) (2006).
- Премия имени Бруно Понтекорво ОИЯИ (2014).